# Stjärnaätten
Stjärnaätten är den idag vanligaste benämningen på den bergsmanssläkt som tillsammans med Svinhuvudätten under 1400- och 1500-talen styrde och ställde vid Falu koppargruva. Namnet har givits dem efter deras vapen (en sexuddig stjärna på helfärgad botten, varken stjärnans eller bottnens tinkturer har säkert definierats). Enligt en gammal tradition ska släkten härstamma från Danmark och i flera hundra år har ständigt nya forskare framlagt det ena spektakulära ursprungsförslaget efter det andra.
Stjärnaätten var som mäktigast under senmedeltiden, men vidhöll stort inflytande i kopparbergslagen så sent som på 1700-talet. Flera berömda akademiska profiler tillhör ätten, bland andra poeten Georg Stiernhielm (som lät stjärnan få en plats i sitt adliga namn), biskoparna Otto Svinhufvud och Jesper Swedberg, mystikern Emanuel Swedenborg samt studentlivsprofilen August Lindh. Den sistnämnde tillhörde den gren av ätten som brukar gå under namnet Rottnebysläkten.